# Semicytherura wakamurasaki
Semicytherura wakamurasaki is een mosselkreeftjessoort uit de familie van de Cytheruridae. De wetenschappelijke naam van de soort is voor het eerst geldig gepubliceerd in 1982 door Yajima.